# Boudu
Boudu is een Franse film van Gérard Jugnot die werd uitgebracht in 2005.
De film is een remake van Boudu sauvé des eaux (Jean Renoir, 1932). Het scenario is losjes gebaseerd op het gelijknamige toneelstuk (1919) van René Fauchois. Jugnot beweerde dat hij van het oorspronkelijke toneelstuk enkel het thema van het anarchistisch en poëtisch personage dat in een burgerlijke milieu binnendringt, had overgehouden.

## Verhaal
In Aix-en-Provence redt Christian Lespinglet een zwerver van de verdrinkingsdood. De dakloze Boudu wou zelfmoord plegen door in het kanaal te springen. Lespinglet is een op het eerste gezicht fatsoenlijk getrouwde galerijhouder. Hij zit echter tot over zijn oren in de schulden en hij flirt graag met zijn bediende.  
Nu hij Boudu het leven heeft gered zit hij met hem opgescheept. Een beetje tegen zijn zin neemt hij Boudu mee naar huis om hem een tijdje onderdak te bieden. Die beslissing breekt hem spoedig zuur op. Boudu gooit binnen de kortste keren het leven van Lespinglet en zijn vrouw Yseult overhoop. Boudu is een luie ongegeneerde chaoot die als een hond in een kegelspel door hun woning loopt en die niet de minste neiging vertoont om te vertrekken. Tot wanhoop van de lichtjes depressieve Yseult nestelt hij zich behaaglijk in hun huis.

## Rolverdeling
- Gérard Depardieu: Boudu
- Gérard Jugnot: Christian Lespinglet
- Catherine Frot: Yseult Lespinglet, zijn vrouw
- Jean-Paul Rouve: Hubert, de kunstenaar
- Serge Riaboukine: Géronimo, de oude vriend van Boudu
- Constance Dollé: Coralie
- Hubert Saint-Macary: Bob
- Bonnafet Tarbouriech: Perez
- Dominique Ratonnat: de dokter
- Philippe du Janerand: de kunstliefhebber